# Carl Djerassi

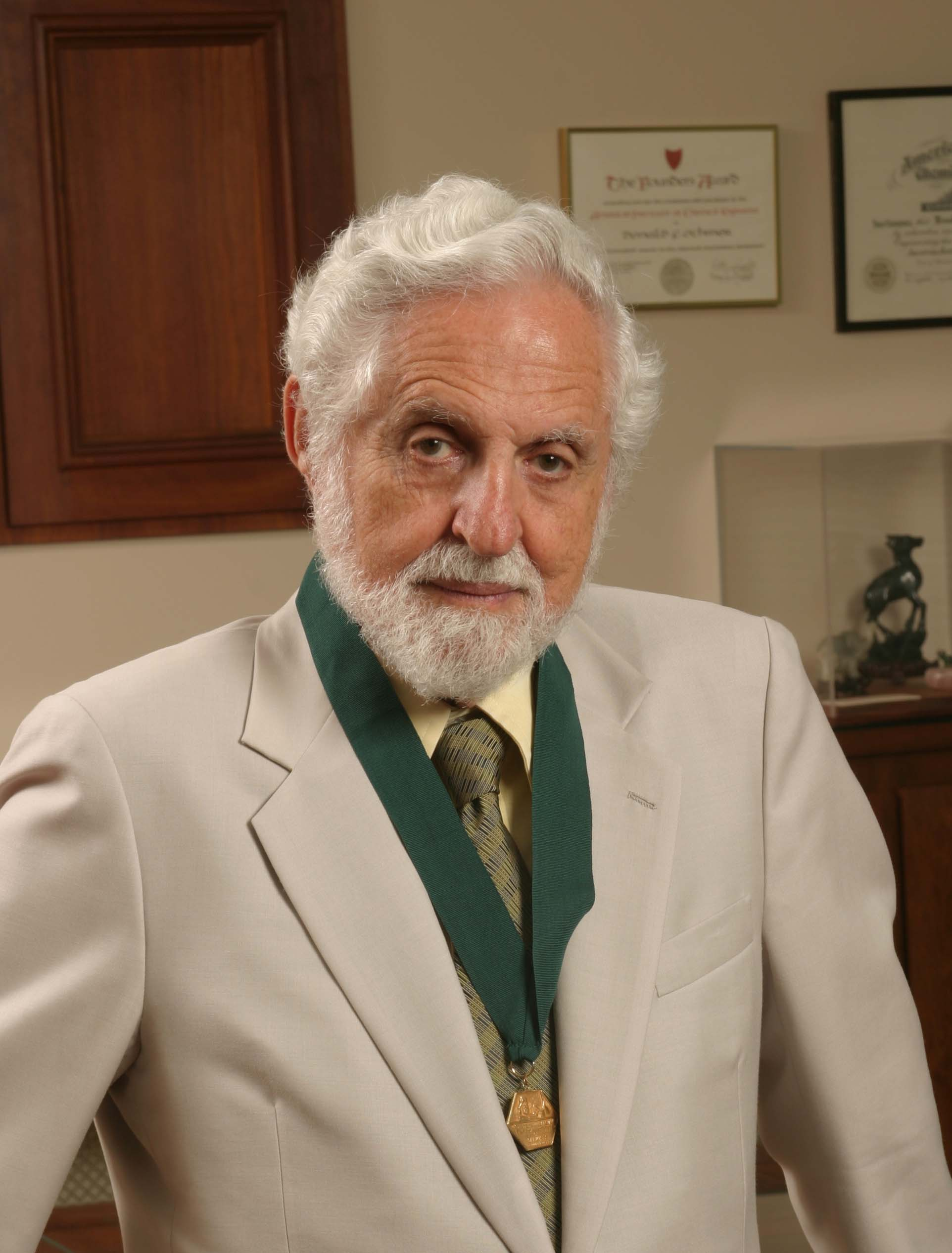
Carl Djerassi (2004)

Carl Djerassi (* 29. Oktober 1923 in Wien, Österreich; † 30. Januar 2015 in San Francisco, Kalifornien, Vereinigte Staaten) war ein bulgarisch-österreichisch-US-amerikanischer Chemiker und Schriftsteller. Djerassi wurde für die Entwicklung der ersten Antibabypille bekannt. Er wurde „Vater der Pille“ genannt, aber ebenso oft „Mutter der Pille“, da er diesen Beinamen passender fand und ihn auch als Titel einer Autobiografie wählte.

## Leben
Djerassi war der Sohn eines Ärzte-Ehepaares. Seine Mutter Alice Friedmann war eine aschkenasische Jüdin aus Wien, sein Vater Samuel Djerassi ein sephardischer Jude aus Bulgarien. Beide Familien, väterlich- und mütterlicherseits, waren säkular. Durch ihre Heirat wurde seine Mutter bulgarische Staatsbürgerin. Carl Djerassi war von Geburt an ebenfalls bulgarischer Staatsbürger. Seine ersten Jahre verbrachte er in Sofia in Bulgarien. Als er fünf Jahre alt war, ließen sich die Eltern scheiden und er kehrte mit der Mutter in seine Geburtsstadt Wien zurück. Dort erhielt sie ihre österreichische Staatsbürgerschaft zurück. Seine Mutter beantragte die österreichische Staatsbürgerschaft auch für ihren Sohn. Sie wurde Carl Djerassi jedoch nicht zugestanden, sodass er bulgarischer Staatsbürger blieb.
Nach dem „Anschluss Österreichs“ an das nationalsozialistische Deutsche Reich heiratete sein Vater seine Mutter ein zweites Mal, um Mutter und Kind die Ausreise zu ermöglichen. Djerassi und seine Mutter reisten 1938 zunächst zum Vater nach Bulgarien und wanderten 1939 von dort in die USA aus. Auf Djerassis Bitte stiftete ihm Eleanor Roosevelt ein Collegestipendium. Er studierte Chemie an der University of Wisconsin und promovierte 1945 in diesem Fach bei Alfred L. Wilds mit dem Thema The partial aromatization of steroids and the dienone-phenone rearrangement. Im gleichen Jahr erhielt er die Staatsbürgerschaft der Vereinigten Staaten.
Luis E. Miramontes und Djerassi gelang es Anfang der 1950er Jahre als Forscher für Syntex S.A. in Mexiko-Stadt, das Sexualhormon Norethisteron, ein Gestagen, künstlich herzustellen. Mit Gregory Pincus und John Rock entwickelten sie damit 1951 die erste Antibabypille. Djerassi lehnte die Bezeichnung Antibabypille ab, da die Pille kein Mittel gegen Babys sei, sondern ein Mittel für die Unabhängigkeit und Selbstbestimmung der Frau. Ab 1959 lehrte Djerassi an der Stanford University. Als Wissenschaftler brachte er es auf rund 1200 Veröffentlichungen. In seinen späteren Jahren wurde ihm sein Beiname „Mutter der Pille“ lästig, weil er sich nicht auf eine einzelne Leistung reduziert sehen wollte.
Djerassi war dreimal verheiratet. Seine erste Ehe wurde 1950 geschieden. Aus seiner im selben Jahr geschlossenen zweiten Ehe, die 1976 ebenfalls in Scheidung endete, gingen ein Sohn und eine Tochter hervor. Letztere beging 1978 Suizid. In dritter Ehe war Djerassi ab 1985 mit der 2007 verstorbenen Diane Middlebrook verheiratet, einer bekannten Biographin und Professorin der Stanford University.
Erst 2004 erhielt Djerassi die österreichische Staatsbürgerschaft, weil dies „im Republiksinteresse“ lag und unterhielt später einen Wohnsitz in Wien. Er durfte die Staatsbürgerschaft der Vereinigten Staaten behalten.
Djerassi besaß eine umfangreiche Sammlung von Werken Paul Klees, die in einer Dauerausstellung im San Francisco Museum of Modern Art zu sehen ist und nach seinem Tod zur Hälfte in das Eigentum dieses Museums überging. Die andere Hälfte erhielt die Albertina in Wien.
Carl Djerassi starb am 30. Januar 2015 in seinem Zuhause in San Francisco im Alter von 91 Jahren an den Folgen von Leber- und Knochenkrebs.

## Literarische Veröffentlichungen
Mitte der 1980er Jahre begann Djerassi, Lyrik und Kurzgeschichten zu veröffentlichen, und erfand die neue Romangattung „Science-in-fiction“, in der er die vier Bücher Cantors Dilemma, Das Bourbaki Gambit, Menachems Same und NO veröffentlicht hat. Nicht selten wurde er für seine Offenheit im Umgang mit den Schwächen und menschlichen Abgründen in der Wissenschaft auch von Kollegen kritisiert. In einem Interview mit der Frankfurter Allgemeinen Sonntagszeitung sagte Carl Djerassi im Mai 2008 dazu: „Chemiker sind Machos, die Forschung im Labor betreiben und nicht kapieren, dass Literatur viel schwieriger ist. Da bin ich total alleine. Ich habe da niemanden, aber ich kann auch niemanden brauchen.“ Djerassi war außerdem Autor mehrerer Theaterstücke.

### Sachbücher und Autobiografien
- Optical Rotatory Dispersion. McGraw-Hill & Company, 1960.
- The Politics of Contraception. W H Freeman & Company, 1981, ISBN 0-7167-1342-X.
- Steroids Made it Possible (Profiles, Pathways, and Dreams). American Chemical Society, 1990, ISBN 0-8412-1773-4 (autobiografisch).
- The Pill, Pygmy Chimps, and Degas’ Horse. Basic Books, New York 1992, ISBN 0-465-05758-6 (englische Autobiografie).
- From the Lab into The World: A Pill for People, Pets, and Bugs. American Chemical Society, 1994, ISBN 0-8412-2808-6.
- Paul Klee: Masterpieces of the Djerassi Collection. (coeditor), Prestel Publishing, 2002, ISBN 3-7913-2779-8.
- Dalla pillola alla penna. Di Renzo Editore, 2004, ISBN 88-8323-086-8 (italienische Autobiografie).
- This Man’s Pill. Sex, die Kunst und Unsterblichkeit. Haymon Verlag, Innsbruck 2001, ISBN 978-3-85218-366-4 (deutsche Autobiografie, auf Englisch: This Man’s Pill. Reflections on the 50th Birthday of the Pill. Oxford University Press, USA, 2004, ISBN 0-19-860695-8).

### Fiktion
- Futurist and Other Stories. Macdonald, 1989, ISBN 0-356-17500-6.
- Marx, Deceased. University of Georgia Press, 1996, ISBN 0-8203-1835-3.

### Science-in-fiction
- Cantor’s Dilemma. Penguin, 1989, ISBN 0-14-014359-9.
- The Bourbaki Gambit. Penguin, 1994, ISBN 0-14-025485-4.
- Menachem’s Seed. Penguin, 1996, ISBN 0-14-027794-3.
- NO. Penguin, 1998, ISBN 0-14-029654-9.

### Science-in-theatre
- An Immaculate Misconception: Sex in an Age of Mechanical Reproduction. Imperial College Press, 2000, ISBN 1-86094-248-2 (Adaption des Romans Menachem’s Seed).
- mit Roald Hoffmann Oxygen. Wiley-VCH Verlag, Weinheim 2001, ISBN 3-527-30413-4.[11]
- mit David Pinner: Newton’s Darkness: Two Dramatic Views. Imperial College Press, 2004, ISBN 1-86094-390-X.

### Theater
- L.A. Theatre Works.  Audio Theatre Collection CD, 2004, ISBN 1-58081-286-4.
- Four Jews on Parnassus
- Foreplay
- Ego

### Lyrik-Anthologien
- The Clock Runs Backwards. Story Line Press, 1991, ISBN 0-934257-75-2.
- Tagebuch des Grolls. A Diary of Pique 1983–1984. Verlag Haymon, Innsbruck-Wien 2012, ISBN 978-3-85218-719-8.

## Auszeichnungen und Ehrungen
- 1961: Mitglied der National Academy of Sciences
- 1968: Mitglied der American Academy of Arts and Sciences
- 1968: Mitglied der Leopoldina
- 1969: Ernest Guenther Award der American Chemical Society
- 1973: National Medal of Science des Präsidenten der Vereinigten Staaten von Amerika
- 1973: ACS Award for Creative Invention der American Chemical Society
- 1978: Wolf-Preis für Chemie
- 1991: National Medal of Technology  des Präsidenten der Vereinigten Staaten von Amerika
- 1999: Österreichisches Ehrenkreuz für Wissenschaft und Kunst
- 2001: Preis der Gesellschaft Deutscher Chemiker für Schriftsteller
- 2002: Großes Goldenes Ehrenzeichen für Verdienste um das Bundesland Niederösterreich
- 2002: Ehrenmedaille der Bundeshauptstadt Wien in Gold
- 2003: Auswärtiges Mitglied der Academia Europaea[12]
- 2003: Großes Verdienstkreuz der Bundesrepublik Deutschland sowie die Erasmus-Medaille der Academia Europaea
- 2004: Goldmedaille des American Institute of Chemists
- 2005: Lichtenberg-Medaille der Akademie der Wissenschaften zu Göttingen sowie Premio letterario Serono in Rom. Zudem erschien in Österreich eine Briefmarke mit seinem Porträt.[13]
- 2008: Großes Silbernes Ehrenzeichen für Verdienste um die Republik Österreich[14]
- 2009: Ehrendoktorat der Fakultät Kulturwissenschaften der TU Dortmund für seine literarische Tätigkeit (als 21. Ehrendoktorwürde)[15]
- 2009: Namensgeber für den Djerassi-Gletscher auf der Brabant-Insel in der Antarktis
- 2010: Ehrendoktorat der Technischen Universität Graz[16]
- 2011: Ehrendoktorat der Fakultät für Chemie und Geowissenschaften der Universität Heidelberg[17]
- 2012: Ehrendoktorat der Universität Wien[18]
- 2013: Ehrendoktorat des Fachbereichs Biochemie, Chemie und Pharmazie der Goethe-Universität Frankfurt am Main[19]
- 2013: Ehrendoktorat der Universität für angewandte Kunst Wien
- 2014: Ehrendoktorat der Naturwissenschaften der Universität Innsbruck[20]
- 2014: Ehrendoktorat der Universitätsmedizin Mainz[21]

## Bibliografie

### Englisch
- The politics of Contraception 1979
- Cantor’s Dilemma 1989
- The Futurist and Other Stories 1989
- The Bourbaki Gambit 1991
- The Pill, Pygmy Chimps, and Degas' Horse. The Autobiography 1991
- Marx, Deceased
- Menachem’s Seed
- NO 1998
- An Immaculate Misconception 2000
- Newton’s Darkness: Two Dramatic Views (Koautor David Pinner) 2003

### Deutsch
- Cantors Dilemma 1991
- Die Mutter der Pille. Eine Autobiographie 1991 (online)
- Der Futurist und andere Geschichten 1991
- Marx, verschieden 1994
- Menachems Same 1996
- NO 1998
- Von der Pille zum PC. Eine Autobiographie – Neue Folge 1998
- Wie ich Coca-Cola schlug und andere Geschichten. Haffmans Verlag, Zürich 2000, ISBN 978-3-251-00482-9.
- Unbefleckt: Sex im Zeitalter der Reproduzierbarkeit. Stück in zwei Akten 2000
- This Man’s Pill. Sex, die Kunst und Unsterblichkeit. Haymon Verlag, Innsbruck 2001, ISBN 978-3-85218-366-4.
- Oxygen. Ein Stück in zwei Akten (Koautor Roald Hoffmann) 2001
- Stammesgeheimnisse (enthält Cantors Dilemma und Das Bourbaki Gambit) 2002
- Ego 2004
- Aufgedeckte Geheimnisse (enthält NO und Menachems Same). Roman, Verlag Haymon, Innsbruck/Wien 2005, ISBN 978-3-85218-471-5.
- Phallstricke|Tabus – Zwei Theaterstücke aus den Welten der Naturwissenschaft und der Kunst. Verlag Haymon, Innsbruck-Wien 2006, ISBN 978-3-85218-502-6.
- Vier Juden auf dem Parnass – Ein Gespräch: Benjamin-Adorno-Scholem-Schönberg. Verlag Haymon, Innsbruck/Wien 2008, ISBN 978-3-85218-555-2.
- Vorspiel. Verlag Haymon, Innsbruck/Wien 2011, ISBN 978-3-85218-673-3
- Tagebuch des Grolls. A Diary of Pique 1983–1984. Verlag Haymon, Innsbruck/Wien 2012, ISBN 978-3-85218-719-8
- Der Schattensammler. Die allerletzte Autobiografie. Verlag Haymon, Innsbruck/Wien 2013, ISBN 978-3-85218-720-4[22]
- Verurteilt zu leben. Roman. Aus dem Amerikanischen von Steffen Beilich. Verlag Haymon, Innsbruck/Wien 2015. ISBN 978-3-7099-7180-2

## Film
- Carl Djerassi – Mein Leben. Film von Joachim Haupt. Parnass Film, BRD 2009. Premiere im Jüdischen Museum Berlin.[23] Erstausstrahlung auf ARTE am 22. August 2009
- Am Anfang war die Pille – Die drei Leben des Carl Djerassi Film von Claus Spahn. WDR 2000
- „wissen aktuell: die sexuelle Revolution“, 3sat am 17. März 2010